# Georges Auric
Georges Auric (Lodève, 15 febbraio 1899 – Parigi, 23 luglio 1983) è stato un compositore francese.

## Biografia
Bambino prodigio, Auric pubblicò la sua prima composizione all'età di 15 anni; prima di compierne 20 scrisse e orchestrò musiche per numerosi balletti e produzioni teatrali. Dopo aver studiato al Conservatorio di Montpellier, nel 1913 divenne allievo di Georges Caussade al Conservatorio di Parigi e dall'anno seguente studiò con Vincent d'Indy alla Schola Cantorum. Nel 1916, insieme con Louis Durey, Arthur Honegger, Darius Milhaud, Francis Poulenc e Germaine Tailleferre, costituì il Gruppo dei Sei; a seguito di questa esperienza iniziò a scrivere poesie e a comporre canzoni e musical.
Quando Jean Cocteau iniziò la propria carriera cinematografica, agli inizi degli anni trenta, Auric intraprese l'attività di autore di musiche per film: il successo conseguito in Europa in questo campo gli aprì poi le porte di Hollywood. Numerosi brani da lui composti per il cinema entrarono nella hit parade di vendita discografica, come per esempio la canzone Where Is Your Heart per il film Moulin Rouge (1952) di John Huston. Fra le altre opere cinematografiche alle quali Auric contribuì vi sono La bella e la bestia (1946) di Cocteau, Passaporto per Pimlico (1949) di Henry Cornelius, L'incredibile avventura di Mr. Holland (1951) di Charles Crichton, Vacanze romane (1953) di William Wyler, Vite vendute (1953) di Henri-Georges Clouzot, Notre-Dame de Paris (1956) di Jean Delannoy, Rififi (1956) di Jules Dassin, Buongiorno tristezza (1958) di Otto Preminger, Tre uomini in fuga (1966) di Gérard Oury e Thérèse e Isabelle (1968) di Radley Metzger.
Presidente della Société des auteurs, compositeurs et éditeurs de musique (SACEM) dal 1954 al 1978, nel 1962 Auric divenne direttore dell'Opéra.
È sepolto nel Cimitero di Montparnasse, a Parigi.

## Attore
Auric ebbe anche delle piccole parti come attore. Si ricordano:
- 1924 - Entr'acte
- 1929 - Les Mystères du château de Dé

## Composizioni

### Balletto
- 1921 - Les Mariés de la Tour Eiffel, i brani Ouverture: 14 Julliet e Ritournelles
- 1925 - Les Matelots
- 1926 - La Pastorale
- 1926 - Les Fâcheux
- 1927 - Les Oiseaux
- 1927 - L'éventail de Jeanne, solo il Rondò finale

### Musica da camera
- 1968 - Imaginées n° 1, per flauto e pianoforte
- 1969 - Imaginées n° 2, per violoncello e pianoforte
- 1971 - Imaginées n° 3, per clarinetto e pianoforte
- 1973 - Imaginees n° 4, per soprano e pianoforte
- 1974 - Imaginées n° 5  per pianoforte
- 1976 - Imaginees n° 6, per oboe e pianoforte

### Colonne sonore (parziale)
- Le Sang d'un poète (1930)
- À nous la liberté, regia di René Clair (1931)
- Lac aux dames (1934)
- I misteri di Parigi (1935)
- Razumov (Sous les yeux d'occident) (1936)
- Un déjeuner de soleil (1937)
- Perdizione (1937)
- Gribouille (1937)
- Delirio (1938)
- Ragazze folli (1938)
- Le Corsaire (1939)
- Macao l'inferno del gioco (Macao, l'Enfer du jeu), regia di Jean Delannoy (1942)
- La corte dei miracoli (François Villon), regia di André Zwobada (1945)
- Incubi notturni (Dead of Night), regia di Alberto Cavalcanti (1945)
- Cesare e Cleopatra (Caesar and Cleopatra), regia di Gabriel Pascal (1945)
- La Belle et la Bête, regia di Jean Cocteau (1946)
- Ruy Blas (1948)
- Il mistero degli specchi (1948)
- I parenti terribili (Les Parents terribles), regia di Jean Cocteau (1948)
- L'aquila a due teste (L'Aiglon à deux têtes), regia di Jean Cocteau (1948)
- La gabbia d'oro (Cage of Gold) (1950)
- L'incredibile avventura di Mr. Holland (De l'or en barres) (1951)
- Naso di cuoio (Nez de cuir) (1951)
- Moulin Rouge, regia di John Huston (1952)
- Vacanze romane (Roman Holiday), regia di William Wyler (1953)
- Il figlio conteso (The Divided Heart) (1954)
- Cheri-Bibi (Il forzato della Guiana) (Chéri-Bibi), regia di Marcello Pagliero (1955)
- Lola Montès (1955)
- Gervaise (1956)
- Le spie (Les Espions), regia di Henri-Georges Clouzot (1957)
- L'amante pura (1958)
- Il viaggio (Le Voyage) (1959)
- Thomas l'imposteur (1964)
- Il papavero è anche un fiore (1966)
- Tre uomini in fuga (La Grande vadrouille) (1966)
- Thérèse et Isabelle (1968)
- Le Trésor des Hollandais - serie TV (1969)
- Les Zingari - serie TV (1975)